# Železná Breznica
Železná Breznica este o comună slovacă, aflată în districtul Zvolen din regiunea Banská Bystrica. Localitatea se află la altitudinea de 435 m deasupra n.m., se întinde pe o suprafață de 19,08 km2 și în 2017 număra 543 de locuitori.

## Istoric
Localitatea Železná Breznica este atestată documentar din 1424.

## Demografie
| An:                | 1994 | 2004   | 2014   | 2024 |
| ------------------ | ---- | ------ | ------ | ---- |
| Număr de persoane: | 523  | 501    | 543    | 543  |
| Diferență:         |      | −4,20% | +8,38% | +0%  |

| An:                | 2023 | 2024   |
| ------------------ | ---- | ------ |
| Număr de persoane: | 533  | 543    |
| Diferență:         |      | +1,87% |